# Nematopodius flavoguttatus
Nematopodius flavoguttatus là một loài tò vò trong họ Ichneumonidae.